# Cupha cluentia
Cupha cluentia är en fjärilsart som beskrevs av Hans Fruhstorfer 1904. Cupha cluentia ingår i släktet Cupha och familjen praktfjärilar. Inga underarter finns listade i Catalogue of Life.